# غاريث أونوين
غاريث اونوين (بالإنجليزية: Gareth Unwin)‏ (و. 1972 – م) هو منتج أفلام، من المملكة المتحدة، ولد في دوسلدورف.

## جوائز وترشيحات
حصل على جوائز منها:
- جائزة الأوسكار لأفضل فيلم، عن عمل: خطاب الملك.

ترشح لـ:
- جائزة الأوسكار لأفضل فيلم، عن عمل: خطاب الملك.

## وصلات خارجية
- غاريث أونوين على موقع IMDb (الإنجليزية)
- غاريث أونوين على موقع بوكس أوفيس موجو (الإنجليزية)
- غاريث أونوين على موقع قاعدة بيانات الفيلم (الإنجليزية)